# Йелоустоун (река)
Вижте пояснителната страница за други значения на Йелоустоун.
Йелоустоун (на английски: Yellowstone River) е река в северната част на САЩ, в щатите Уайоминг, Монтана и Северна Дакота, десен приток на Мисури. Дължината ѝ е 1114 km, а площта на водосборния басейн – 182 300 km².
Река Йелоустоун води началото си на 3020 m н.в. от западния склон на хребета Абсарока (съставна част на Скалистите планини, в окръг Парк, в Щата Уайоминг. По цялото си протежение тече в североизточна посока с изключение на горното си течение, където има северно направление. Тук реката протича през националния парк Йелоустоун, в т.ч. през езерото Йелоустоун (площ 352,2 km²).² След това преминава през тесен и дълбок до 360 m каньон, като образува няколко водопада. В района на град Ливинстън (в Монтана) излиза от планините и до устието си тече през платото Мисури в широка и плитка долина с бавно и спокойно течение. Влива се отдясно в река Мисури, на 569 m н.в., на територията на окръг Маккензи, в западна част на щата Северна Дакота.
На северозапад и север водосборния басейн на река Йелоустоун граничи с водосборните басейни на река Масълшел и други десни притоци на Мисури, а на изток и юг – с водосборните басейни на реките Харт Ривър, Кенъбол, Моро Ривър, Шайен и Плейт, десни притоци на Мисури. На югозапад граничи с водосборните басейни на реките Колорадо и Колумбия, вливащи се в Тихия океан. Основни притоци: леви – Шилдс (105 km); десни – Стилуотър (113 km), Кларк Форк (227 km), Бигхорн (742 km), Росбат Крийк (220 km), Тонг (426 km), Паудър (660 km).
Река Йелоустоун има смесено снежно-дъждовно подхранване с ясно изразено пролетно-лятно пълноводие. Средният годишен отток в долното ѝ течение (при град Сидни) е 390 m³/s, минималният – 88 m³/s, максималният – 4500 m³/s.
Река Йелоустоун е най-дългата река в САЩ, на която няма изградени язовири, но въпреки това в средното и долното ѝ течение водите ѝ се отклоняват през лятото за напояване.
По течението ѝ в щата Монтана са разположени градовете Ливинстън, Биг Тимбър, Лоръл, Билингс, Майлс Сити, Глендайв, Сидни.